# Metaphycus truncatus
Metaphycus truncatus är en stekelart som beskrevs av Compere 1940. Metaphycus truncatus ingår i släktet Metaphycus och familjen sköldlussteklar. Inga underarter finns listade i Catalogue of Life.